# システム制御情報学会
一般社団法人システム制御情報学会（しすてむせいぎょじょうほうがっかい、英語: The Institute of Systems, Control and Information Engineers）は、京都市左京区吉田河原町14番地 近畿地方発明センタービル内に事務局を置く日本の技術系学会である。、1957年に「日本自動制御協会」の名称で設立され、その後1988年6月に現在の名称に変更した。学会の略称はISCIE。